# Ґао Хен
Ґао Хен (кит.: 高恆; піньїнь: Gāo Héng; 570–577) — останній імператор Північної Ці з Північних династій.

## Життєпис
Був сином Ґао Вея. 577 року після нищівної поразки від імператора Північної Чжоу Юйвень Юня та спроби втечі його батька, Ґао Хен зайняв трон.
Пізніше, того ж року, Ґао Вей був страчений разом із більшістю членів своєї родини, в тому числі й Ґао Хена змусили скоїти самогубство. Землі Північної Ці були захоплені Північною Чжоу.

## Девіз правління
- Ченґуан (承光) 577